# Resolutie 2379 Veiligheidsraad Verenigde Naties
Resolutie 2379 van de Veiligheidsraad van de Verenigde Naties werd op 21 september 2017 met unanimiteit aangenomen door de VN-Veiligheidsraad. De resolutie richtte een onderzoeksteam op dat Irak moest helpen met het verzamelen van bewijzen van door Islamitische Staat (IS) gepleegde oorlogsmisdaden op zijn grondgebied. Die bewijzen konden dan later aangewend worden om leden van IS voor Iraakse rechtbanken te berechten.
Over de manier waarop de internationale gemeenschap Iraakse inspanningen om IS-strijders voor het gerecht te krijgen zou ondersteunen was een jaar lang met Irak onderhandeld.

## Standpunten

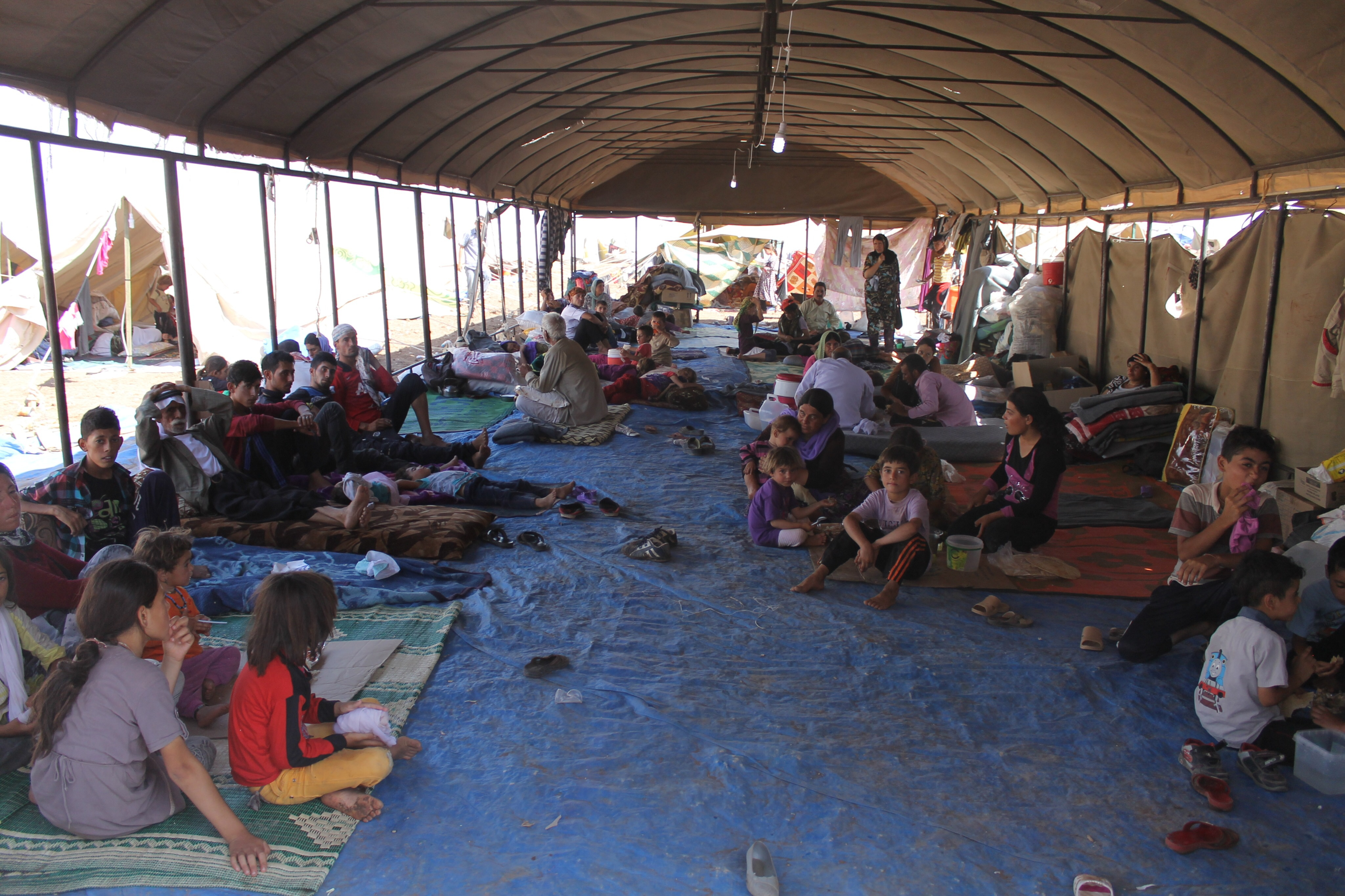
Iraakse Jezidi's in het vluchtelingenkamp Newroz in het noordoosten van Syrië in de zomer van 2014. De Jezidi werden door IS vervolgt, en vele vrouwen ontvoerd en als slaaf verkocht.

De Britse minister van staat voor het Midden-Oosten Alistair Burt noemde de resolutie, die door het Verenigd Koninkrijk was opgesteld, een vitale stap om IS voor het gerecht te brengen. Zijn land zou ook een miljoen pond bijdragen aan het onderzoeksteam.
De Zweedse minister van Buitenlandse Zaken Margot Wallström noemde het cruciaal voor het behoud van de rechtsstaat en het verzoeningsproces in Irak dat alle oorlogsmisdaden op een onpartijdige manier onderzocht zouden worden. Ze verwachtte evenwel dat het onderzoeksteam niet zou meewerken aan rechtszaken die tot een doodsvonnis konden leiden, aangezien haar land tegen de doodstraf was.
De Russische viceminister van Buitenlandse Zaken Gennadiy Mikhailovich Gatilov zei dat landen beter moesten samenwerken tegen terreurgroepen, en daarbij geen dubbele standaarden mochten hanteren. Hij was tevreden dat deze resolutie om Iraakse instemming vroeg, en betreurde dat niet hetzelfde werd gedaan met Syrië. De Veiligheidsraad had ook zonder toestemming van Irak een onderzoek kunnen starten, maar het Verenigd Koninkrijk wilde dat Irak ermee zou instemmen.
De Iraakse minister van Buitenlandse Zaken Ibrahim Abdulkarim Al-Jafari verwees naar het overleg dat zijn land in 2016 had gepleegd met het Verenigd Koninkrijk over het opzetten van een internationaal mechanisme om de mensenrechtenschendingen door IS te vervolgen. Hij vroeg de internationale gemeenschap om hulp; vooral voor de slachtoffers van IS.

## Achtergrond
Op 2 augustus 1990 viel Irak zijn zuiderbuur Koeweit binnen en bezette dat land. De Veiligheidsraad veroordeelde de inval nog diezelfde dag middels resolutie 660, en later kregen de lidstaten carte blanche om Koeweit te bevrijden. Eind februari 1991 was die strijd beslecht en legde Irak zich neer bij alle aangenomen VN-resoluties. Het land werd vervolgens verplicht om zich te ontwapenen door onder meer al zijn massavernietigingswapens te vernietigen. Daaraan werkte Irak echter met grote tegenzin mee, tot grote woede van de Verenigde Staten, die het land daarom in 2003 opnieuw binnenvielen. Er kwam een overgangsregering die internationale steun vroeg, waarop middels resolutie 1500 de VN-bijstandsmissie voor Irak werd opgericht. Die hielp onder meer met het opstellen van een nieuwe grondwet en organiseren van verkiezingen.

De gebieden in Irak en Syrië die eind 2015 onder controle van IS stonden.

Inmiddels werd het land echter geplaagd door sektarisch geweld en bleven vele slachtoffers vallen door de talloze terreuraanslagen. Een van de terreurgroepen daarachter was Islamitische Staat in Irak, dat later Islamitische Staat in Irak en de Levant werd. Deze beweging palmde grote delen van het noordwesten van Irak in, waarop opnieuw een burgeroorlog ontstond in het land. Al het geweld kostte elke maand aan honderden Irakezen het leven. In september 2017 waren er 203 burgerslachtoffers gevallen.

## Inhoud
Islamitische Staat schond op grote schaal de mensenrechten, en was verantwoordelijk voor moorden, ontvoeringen, gijzelingen, zelfmoordaanslagen, slavernij, huwelijksdwang, mensenhandel, verkrachtingen, seksuele slavernij, inzet van kinderen, aanvallen op vitale infrastructuur en de vernietiging van cultureel erfgoed. Vrouwen en kinderen in het bijzonder werden hier zwaar door getroffen. Deze daden waren mogelijk oorlogsmisdaden, misdaden tegen de menselijkheid of genocide. Het plegen ervan maakte deel uit van IS' tactiek van terrorisme. Het was van belang dat leden van IS, en dan vooral leidinggevende leden, hiervoor ter verantwoording werden geroepen. Irak had de Verenigde Naties hiertoe om hulp gevraagd.
Secretaris-generaal António Guterres werd gevraagd een onderzoeksteam op te zetten om Irak te helpen met het verzamelen en bewaren van bewijsmateriaal van mogelijke oorlogsmisdaden, misdaden tegen de menselijkheid en genocide door IS. Binnen de zestig dagen moest hij een structuur en werking voorleggen, waar ook Irak het mee eens was. Irak behield als soeverein land ook de jurisdictie over de misdaden die op zijn grondgebied gepleegd werden. Het team van internationale experts zou dan ook worden aangevuld met Iraakse onderzoekers. Het team zou worden geleid door een speciaal adviseur. Het mandaat ervan zou na twee jaar herbekeken worden. De bedoeling was om het verzamelde bewijsmateriaal uiteindelijk voor te leggen aan Iraakse rechtbanken.
Lijst ·  2337 ·  2338 ·  2339 ·  2340 ·  2341 ·  2342 ·  2343 ·  2344 ·  2345 ·  2346 ·  2347 ·  2348 ·  2349 ·  2350 ·  2351 ·  2352 ·  2353 ·  2354 ·  2355 ·  2356 ·  2357 ·  2358 ·  2359 ·  2360 ·  2361 ·  2362 ·  2363 ·  2364 ·  2365 ·  2366 ·  2367 ·  2368 ·  2369 ·  2370 ·  2371 ·  2372 ·  2373 ·  2374 ·  2375 ·  2376 ·  2377 ·  2378 ·  2379 ·  2380 ·  2381 ·  2382 ·  2383 ·  2384 ·  2385 ·  2386 ·  2387 ·  2388 ·  2389 ·  2390 ·  2391 ·  2392 ·  2393 ·  2394 ·  2395 ·  2396 ·  2397